# Alan Noble
Alan Henry Noble (ur. 9 lutego 1885 w Loughborough, zm. 30 listopada 1952 w Chatswood) – angielski hokeista na trawie. Złoty medalista olimpijski z Londynu (1908).
Alan Noble grał dla takich klubów hokejowych jak Huyton, Formby, Bebington czy Alderley Edge. Na igrzyska olimpijskie został powołany jako zawodnik klubu Lancashire.
Noble wystąpił we wszystkich trzech meczach (grał na lewym środku); w meczu pierwszej rundy, który został rozegrany 29 października 1908, reprezentacja Anglii pokonała Francję 10–1. Następnego dnia, Anglia pokonała w półfinale Szkocję 6–1. W meczu o złoto (który odbył się 31 października), angielska drużyna pokonała ekipę z Irlandii 8–1, a tym samym razem z kolegami z drużyny, zdobył złoty medal olimpijski (medale zdobyły wszystkie cztery drużyny z Wielkiej Brytanii (Anglia, Irlandia, Szkocja i Walia), jednak wszystkie przypisywane są Zjednoczonemu Królestwu). Noble nie strzelił na turnieju żadnego gola.
Rozegrał dla reprezentacji Anglii 6 spotkań, wszystkie w 1908 roku. W każdym z nich, Anglicy zwyciężali. Po zakończeniu kariery wyemigrował do Australii, gdzie zmarł w 1952 roku.